# Start Over
"Start Over" é uma canção gravada pela cantora norte-americana Beyoncé, para seu quarto álbum de estúdio 4. 

## Concepção
A canção foi composta por Beyoncé, Shea Taylor e Ester Dean, a produção musical foi realizada pela própria cantora junto com Shea Taylor. A música foi gravada no MSR Studios e Jungle City Studios em Nova Iorque. Durante o período de 16 Junho à 27 Junho de 2011, as músicas do álbum 4 estavam disponíveis para serem ouvidas no site oficial da cantora, onde foram liberadas em dias deferente junto com as imagens promocionais do álbum. Beyoncé explicou o que a motivou a gravar uma canção como "Start Over" dizendo: "Pela primeira vez na minha vida eu fui capaz de viajar pelo mundo, ouvir diferentes influências, ver diferentes tipos de dança, coreografia e gostos diferentes de comida. Foi importante eu ser capaz de digerir tudo, isso inspirou pureza, mais coração e mais amor."

## Composição
"Start Over" é uma balada de tempo médio contendo elementos de pop e soul. Foi composta em batidas eletrônicas e sedutoras. A parte instrumental da música consiste em um sintetizador e um piano ecoando alto como os tambores. De acordo com Amanda Hensel de Pop Crush, o arranjo dos sintetizadores fazem lembrar o grupo Destiny's Child. Jenna Hally Rubenstein do MTV Buzzworthy fez uma comparação da música com "1+1", afirmando que ambas as músicas apresentam vocais tão vulneráveis que são quase torturados. Andrew Unterberger do site Popdust comparou a faixa com duas músicas produzidas por Ryan Tedder, "Battlefield" cantada por Jordin Sparks e "Already Gone" cantada por Kelly Clarkson. O crítico elogiou a introdução da faixa por ela conter apenas sintetizadores atmosféricos e um toque constante de tambor.
Na música a cantora afirma sua individualidade e expressa seu amor por um homem com quem tenta iniciar um relacionamento mais uma vez. A faixa inicia com Beyoncé cantando: "Eu me sinto fraca, nós já estivemos aqui antes, pois eu sindo que nós continuamos indo e vindo, talvez tenha acabado, talvez nós terminamos, mas eu posso dizer honestamente que eu ainda te amo." No pré-refrão, ela canta: "Talvez chegamos no topo da montanha, e não há mais nada para escalar, talvez nós perdemos um pedaço de magia e estamos muito cegos para encontrá-la, vamos começar de novo."

## Créditos
Os créditos foram retirados do encarte do álbum 4.
- Easter Dean - compositor
- Serban Ghenea - mixagem
- John Hanes - engenheiro de mixagem
- Beyoncé Knowles - vocal, compositor, produtor
- Ramon Rivas - engenheiro assistente
- Phil Seaford - assistente de mixagem
- Shea Taylor - compositor, produtor
- Jordan "DJ Swivel" Young - gravação
- Pete Wolford - engenheiro assistente

## Desempenho
"Start Over" estreou na parada de singles internacionais da Coreia do Sul no número 43, em 2 de Julho de 2011, por vender 14.192 downloads digitais.
| Tabelas musicais (2011)                     | Melhor posição |
| ------------------------------------------- | -------------- |
| Coreia do Sul - International Singles Chart | 43             |